# Fritz Schäffer
Fritz Schäffer (Monaco di Baviera, 12 maggio 1888 – Berchtesgaden, 29 marzo 1967) è stato un politico tedesco.
Deputato al Landtag dal 1920 e direttore del Partito Popolare Bavarese dal 1929, fu Ministro delle finanze della Baviera dal 1931 al 1933.
Nel 1945 divenne Ministro presidente della Baviera, dunque fu deputato al Bundestag dal 1949 al 1961 e Ministro delle finanze dal 1949 al 1957. Dal 1957 al 1961 fu Ministro della giustizia.